# Список птиц Самоа
Это список видов птиц, зарегистрированных на Самоа. Орнитофауна Самоа включает в себя, в общей сложности, 82 вида, из которых 10 видов являются эндемиками, 5 были интродуцированы людьми и 23 вида являются редкими или случайными. Из них 7 видов являются глобально угрожаемыми.
Таксономический режим этого перечня (обозначение и последовательность отрядов, семейств и видов) и номенклатура (общие и научные названия) следуют соглашениям 6-го издания The Clements Checklist of Birds of the World. Семейства в начале каждой главы отражают эту таксономию, как и число видов, найденное в каждом семействе. Ввезенные и случайные виды включены в общую численность для Самоа.
Следующие теги были использованы для выделения нескольких категорий. Часто встречающиеся местные виды не попадают ни в одну из этих категорий.
- (A) Accidental — вид, который редко или случайно встречается на Самоа.
- (E) Endemic — вид, эндемичный для Самоа.
- (I) Introduced — вид, ввезенный на Самоа, как следствие прямых или косвенных действий человека.

## Буревестники и тайфунники (taʻiʻo)
- Отряд: Буревестникообразные
  - Семейство: Буревестниковые
    - Пёстрый тайфунник, Pterodroma inexpectata (taʻiʻo)
    - Клинохвостый буревестник, Puffinus pacificus
    - Тонкоклювый буревестник, Puffinus tenuirostris
    - Буревестник Ньюэлла, Puffinus newelli (A)
    - Puffinus bailloni, Puffinus bailloni (taʻiʻo)

## Качурки (taʻiʻo)
- Отряд: Буревестникообразные
  - Семейство: Качурки
    - Чернобрюхая качурка, Fregetta tropica (A)
    - Белогорлая качурка, Nesofregetta fuliginosa

## Фаэтоны (tavaʻe)
- Отряд: Фаэтонообразные
  - Семейство: Фаэтоновые
    - Краснохвостый фаэтон, Phaethon rubricauda (A) (tavaʻe ʻula)
    - Белохвостый фаэтон, Phaethon lepturus (tavaʻe sina)

## Бакланы и олуши (fuaʻo)
- Отряд: Пеликанообразные
  - Семейство: Олушевые
    - Голуболицая олуша, Sula dactylatra (fuaʻo)
    - Красноногая олуша, Sula sula (fuaʻo)
    - Бурая олуша, Sula leucogaster (fuaʻo)

## Фрегаты (atafa)
- Отряд: Пеликанообразные
  - Семейство: Фрегатовые
    - Большой фрегат, Fregata minor (atafa)
    - Фрегат Ариель, Fregata ariel (A) (atafa)

## Выпи, цапли и белые цапли (matuʻu)
- Отряд: Аистообразные
  - Семейство: Цаплевые
    - Восточная рифовая цапля, Egretta sacra (matuʻu)

## Утки, гуси и лебеди (toloa)
- Отряд: Гусеобразные
  - Семейство: Утиные
    - Серая кряква, Anas superciliosa (toloa)
    - Кряква, Anas platyrhynchos (I) (pato, заимствование с испанского)

## Каракары и соколы
- Отряд: Соколообразные
  - Семейство: Соколиные
    - Сапсан, Falco peregrinus (A)

## Фазаны и куропатки (moa)
- Отряд: Курообразные
  - Семейство: Фазановые
    - Банкивская джунглевая курица, Gallus gallus (I) (moavao)

## Пастушки (veʻa), погоныши (vai), султанки (manualiʻi) и лысухи
- Отряд: Журавлеобразные
  - Семейство: Пастушковые
    - Полосатый пастушок, Gallirallus philippensis (veʻa)
    - Крапчатый погоныш, Porzana tabuensis
    - Белобровый погоныш, Porzana cinerea (vai)
    - Султанка, Porphyrio porphyrio melanotus (manualiʻi, manusa)
    - Самоанская камышница, Gallinula pacifica (Punaʻe)(E)

## Зуйки и чибисы (tuli)
- Отряд: Ржанкообразные
  - Семейство: Ржанковые
    - Бурокрылая ржанка, Pluvialis fulva
    - Тулес, Pluvialis squatarola (A)
    - Перепончатопалый галстучник, Charadrius semipalmatus (A)

## Песочники и другие (tuli)
- Отряд: Ржанкообразные
  - Семейство: Бекасовые
    - Американский бекасовидный веретенник, Limnodromus scolopaceus (A) (tuli)
    - Малый веретенник, Limosa lapponica (tuli)
    - Средний кроншнеп, Numenius phaeopus (tuli)
    - Таитянский кроншнеп, Numenius tahitiensis (tuli)
    - Дальневосточный кроншнеп, Numenius madagascariensis (A)
    - Фифи, Tringa glareola (A) (tuli)
    - Американский пепельный улит, Tringa incana (tuli, alomalala)
    - Перевозчик, Actitis hypoleucos (A) (tuli)
    - Камнешарка, Arenaria interpres (tuli)
    - Исландский песочник, Calidris canutus (A) (tuli)
    - Песчанка, Calidris alba (A) (tuli)
    - Песочник-красношейка, Calidris ruficollis (A) (tuli)
    - Дутыш, Calidris melanotos (A) (tuli)
    - Острохвостый песочник, Calidris acuminata (A) (tuli)

## Поморники
- Отряд: Ржанкообразные
  - Семейство: Поморниковые
    - Южнополярный поморник, Catharacta maccormicki (A)
    - Средний поморник, Stercorarius pomarinus (A)

## Чайки, крачки и водорезы
- Отряд: Ржанкообразные
  - Семейство: Чайковые
    - Ацтекская чайка, Leucophaeus atricilla (A)
    - Большая хохлатая крачка, Thalasseus bergii
    - Светлая крачка, Sterna sumatrana (gogosina)
    - Речная крачка, Sterna hirundo (A)
    - Малая крачка, Sternula albifrons (A)
    - Sternula nereis
    - Onychoprion lunatus
    - Бурокрылая крачка, Onychoprion anaethetus
    - Тёмная крачка, Onychoprion fuscatus (A) (gogouli)
    - Anous minutus
    - Обыкновенная глупая крачка, Anous stolidus (gogo)
    - Anous cerulea (A) (laia)
    - Белая крачка, Gygis alba (manusina, gogosina)

## Голуби и горлицы
- Отряд: Голубеобразные
  - Семейство: Голубиные
    - Сизый голубь, Columba livia (I) (lupe palagi, «иностранный голубь»)
    - Белогорлый голубь, Columba vitiensis (fiaui)
    - Самоанский куриный голубь, Gallicolumba stairi (tuʻaimeo, tiotala)
    - Зубчатоклювый голубь, Didunculus strigirostris (E) (manumea)
    - Многоцветный пёстрый голубь, Ptilinopus perousii (manuma, manulua)
    - Пурпурношапочный пёстрый голубь, Ptilinopus porphyraceus (manutagi, manufili)
    - Тихоокеанский плодоядный голубь, Ducula pacifica (lupe)

## Попугаи и другие
- Отряд: Попугаеобразные
  - Семейство: Попугаевые
    - Синешапочный лори-отшельник, Vini australis (sega, segaʻula, segavao)

## Кукушки и коэли
- Отряд: Кукушкообразные
  - Семейство: Кукушковые
    - Длиннохвостый коэль, Eudynamys taitensis (aleva)

## Типичные совы
- Отряд: Совообразные
  - Семейство: Сипуховые
    - Обыкновенная сипуха, Tyto alba (lulu)

## Стрижи
- Отряд: Стрижеобразные
  - Семейство: Стрижиные
    - Белогузая салангана, Aerodramus spodiopygius (peʻapeʻa)

## Зимородки
- Отряд: Ракшеобразные
  - Семейство: Зимородковые
    - Todirhamphus recurvirostris (E) (tiʻotala)

## Личинкоеды
- Отряд: Воробьинообразные
  - Семейство: Личинкоедовые
    - Буроспинный личинкоед-свистун, Lalage sharpei (E) (mititae)
    - Пятнистый личинкоед-свистун, Lalage maculosa (miti)

## Бюльбюли
- Отряд: Воробьинообразные
  - Семейство: Бюльбюлевые
    - Розовобрюхий настоящий бюльбюль, Pycnonotus cafer (I) (manu palagi, «иностранная птица»)

## Дрозды и другие
- Отряд: Воробьинообразные
  - Семейство: Дроздовые
    - Горный дрозд, Turdus poliocephalus (tutumalili)

## Веерохвостки
- Отряд: Воробьинообразные
  - Семейство: Веерохвостки
    - Самоанская веерохвостка, Rhipidura nebulosa (E) (sau)

## Монарховые мухоловки
- Отряд: Воробьинообразные
  - Семейство: Монархи
    - Самоанская миагра, Myiagra albiventris (E) (tolaiʻula, tolaifatu)

## Австралийские зарянки
- Отряд: Воробьинообразные
  - Семейство: Австралийские зарянки
    - Petroica pusilla (tolaiʻula)

## Свистуны и другие
- Отряд: Воробьинообразные
  - Семейство: Австралийские свистуны
    - Самоанский свистун, Pachycephala flavifrons (E) (vasavasa)

## Белоглазки
- Отряд: Воробьинообразные
  - Семейство: Белоглазковые
    - Самоанская белоглазка, Zosterops samoensis (E) (matapapaʻe)

## Медососы
- Отряд: Воробьинообразные
  - Семейство: Медососовые
    - Кардиналовая мизомела, Myzomela cardinalis (segasegamauʻu)
    - Foulehaio carunculata (iao)
    - Самоанский медосос-мао, Gymnomyza samoensis (E) (maʻomaʻo)

## Скворцы
- Отряд: Воробьинообразные
  - Семейство: Скворцовые
    - Полинезийский аплонис, Aplonis tabuensis (miti, mitivao)
    - Самоанский аплонис, Aplonis atrifusca (E) (fuia)
    - Бурая майна, Acridotheres fuscus (I)
    - Обыкновенная майна, Acridotheres tristis (I)

## Астрильды и другие
- Отряд: Воробьинообразные
  - Семейство: Вьюрковые ткачики
    - Короткохвостая попугайная амадина, Erythrura cyaneovirens (E) (manuʻai)